# Фитилёв, Роман Николаевич
Роман Николаевич Фитилёв (род. 10 марта 1968, Владивосток, СССР) — российский гандболист, мастер спорта международного класса; тренер. С июля 2021 года — главный тренер клуба СКИФ (Омская область), выступающего в чемпионате России по гандболу среди мужских команд Высшей лиги.

## Биография
Фитилёв защищал ворота клуба СКИФ и выиграл чемпионаты СССР (1991) и СНГ (1992), завоевал Кубок ЕГФ (1990). За сборную России Роман провел 13 матчей. В девяностые Фитилёв продолжил карьеру за рубежом — в польском «Шлёнске» (Вроцлав), а затем в немецких клубах второй и первой бундеслиги. В 2007 году он вернулся в Краснодар на тренерскую работу. В 2019 году был приглашён в Таганрог на должность тренера вратарей. В 2020 году Фитилёв был назначен главным тренером «Донских казаков», потом вернулся на должность тренера вратарей. В 2021 году вошёл в штаб сборной России на должность тренера вратарей.

## Достижения
- чемпион СССР (1991)
- чемпион СНГ (1992)
- победитель Кубка ЕГФ (1990)